# Pukapuka (Gemeinde)

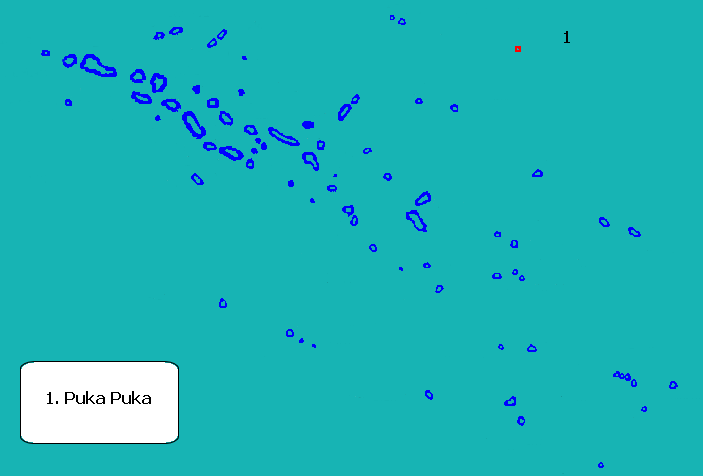
Lage der Gemeinde Pukapuka im Tuamotu-Archipel

Pukapuka ist eine Gemeinde mit 138 Einwohnern (2022) in Französisch-Polynesien. Sie umfasst einzig das gleichnamige, 5 km² große Atoll im Bereich der Tuamotu-Inseln. 2 km² davon entfallen auf die Lagune.
Die Postleitzahl lautet 98774.

## Chronik
Das Atoll wurde am 24. Januar 1521 von Ferdinand Magellan entdeckt.
1616 landeten dort auch die Niederländer Willem Schouten und Jacob Le Maire.

## Bevölkerungsentwicklung
| Jahr      | 1977 | 1983 | 1988 | 1996 | 2002 | 2007 | 2012 | 2017 | 2022 |
| --------- | ---- | ---- | ---- | ---- | ---- | ---- | ---- | ---- | ---- |
| Einwohner | 95   | 166  | 195  | 175  | 197  | 157  | 167  | 163  | 138  |